# 幌尻岳

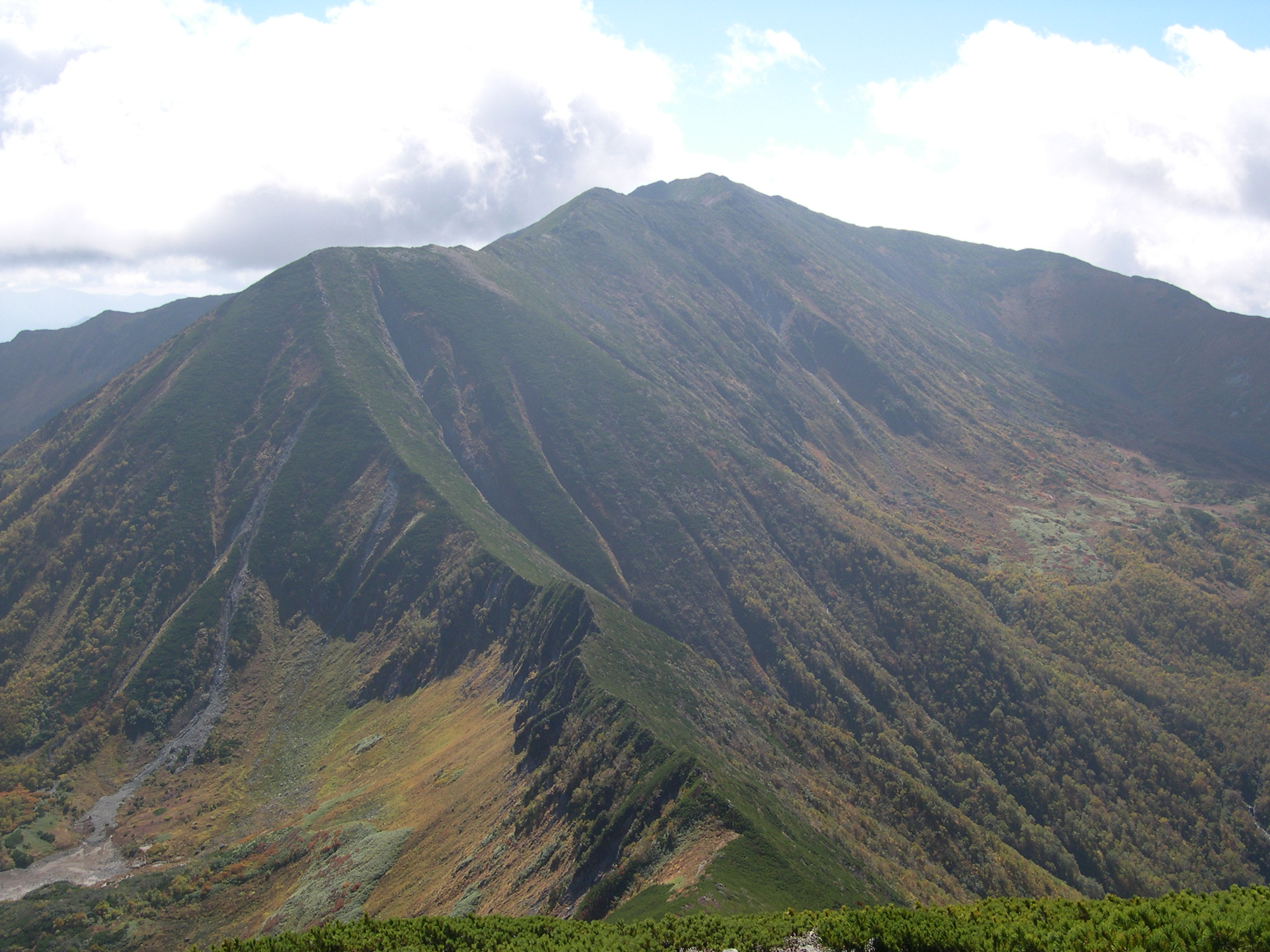
幌尻岳

幌尻岳（ぽろしりだけ）位于日本北海道，是日高山脉的主峰。标高2052米。在阿伊努语中其意为「大山」。形成于1300万年前的造山活动，在其附近发现有冰川冰斗存在。日本百名山之一。山名源自阿伊努語的「poro-sir」（大山）。

## 關連項目
- 日高山脈
- 日高山脈襟裳國定公園
- 日本百名山
- 日本地質百選